# Liste der Baudenkmale in Dierhagen
In der Liste der Baudenkmale in Dierhagen sind alle Baudenkmale der Gemeinde Dierhagen im Landkreis Vorpommern-Rügen und ihrer Ortsteile aufgelistet. Grundlage ist die Veröffentlichung der Denkmalliste des Landkreises Vorpommern-Rügen, Auszug aus der Kreisdenkmalliste vom Juli 2012 und September 2014.

## Dierhagen
| ID             | Lage                    | Bezeichnung                 | Beschreibung | Bild                      |
| -------------- | ----------------------- | --------------------------- | ------------ | ------------------------- |
| 10278 Wikidata | Am Badesteig 1 (Karte)  | Wohnhaus                    |              | Wohnhaus                  |
| 10279 Wikidata | Am Badesteig 8a (Karte) | Gaststätte Meeresrauschen   |              | Gaststätte Meeresrauschen |
| 11309 Wikidata | Am Plateau 2            | Vermessungsstein - FF-Stein |              |                           |
| 10269 Wikidata | Grüne Straße 1 (Karte)  | Wohnhaus                    |              | Wohnhaus                  |
| 10270 Wikidata | Grüner Weg 2 (Karte)    | Wohnhaus mit Stall          |              |                           |
| 10271 Wikidata | Kirchstraße 4b (Karte)  | Kirche                      |              | Kirche                    |
| 10272 Wikidata | Lindenstraße 1 (Karte)  | Wohnhaus                    |              |                           |
| 10276 Wikidata | Strandstraße 10 (Karte) | Wohnhaus                    |              | Wohnhaus                  |
| 10277 Wikidata | Strandstraße 15 (Karte) | Fassade                     |              |                           |
| 10274 Wikidata | Strandstraße 2 (Karte)  | Schule                      |              | Schule                    |
| 10275 Wikidata | Strandstraße 9 (Karte)  | Bauernhaus                  |              | Bauernhaus                |
| 10281 Wikidata | Waldstraße 3 (Karte)    | Pension Sonneneck           |              | Pension Sonneneck         |

## Dändorf
| ID           | Lage                  | Bezeichnung              | Beschreibung | Bild                     |
| ------------ | --------------------- | ------------------------ | ------------ | ------------------------ |
| 249 Wikidata | Dorfstraße (Karte)    | Kriegerdenkmal 1914/1918 |              | Kriegerdenkmal 1914/1918 |
| 254 Wikidata | Dorfstraße / See-Ende | ehemalige Salzstraße     |              | ehemalige Salzstraße     |
| 251 Wikidata | Dorfstraße 13 (Karte) | Haustür                  |              |                          |
| 252 Wikidata | Dorfstraße 24 (Karte) | Kapitänshaus             |              | Kapitänshaus             |
| 250 Wikidata | Dorfstraße 3 (Karte)  | Kapitänshaus             |              |                          |
| 253 Wikidata | Dorfstraße 31 (Karte) | Wohnhaus                 |              | Wohnhaus                 |
| 255 Wikidata | See-Ende 3 (Karte)    | Wohnhaus                 |              | Wohnhaus                 |

## Quelle
- Denkmalliste des Landkreises Vorpommern-Rügen